# KV Badhoevedorp
Korfbalvereniging Badhoevedorp is de korfbalvereniging uit Badhoevedorp. Er wordt korfbal gespeeld op sportcomplex Akerveld waar de vereniging sinds september 2007 over een kunstgrasveld beschikt. Er kan echter ook op een gewoon grasveld gespeeld worden. De zaalwedstrijden worden gespeeld in De Sporthoeve. De vereniging is een zaterdagvereniging. Een uitzondering is de senioren 1, zij spelen op zondag.

## Geschiedenis
Op 29 mei 1952 werd de Christelijke Korfbal Vereniging 'Badhoeve' opgericht. Uit de oprichtingsnotulen is niet op te maken wie de vergadering heeft voorgezeten: de naam was niet ingevuld. Er wordt gesproken over de heroprichting van de vereniging. Er is dus eerder sprake geweest van een korfbalvereniging in Badhoevedorp, welke geen lang leven was gegund. Het eerste bestuur van CKV Badhoeve bestond uit de volgende personen: A. Bonhof: voorzitter, A. Hijstek: penningmeester, H. vd. Weijden: algemeen adjunct. Secretaris was J. Brink en ook de dames F. Hoogeboom en R. Hoogendam maakten deel uit van het eerste bestuur. De contributie werd vastgesteld op fl. 0,30 per week en het inschrijfgeld bedroeg fl. 1,00. 
Op het moment van oprichting waren er zestien leden ingeschreven en 1 donateur. De eerste training na de oprichting was op vrijdag 6 juni 1952 en werd gehouden op het grasveld achter de christelijke school. 
In 1980 verhuisde de vereniging naar sportcomplex Akerveld. Een paar jaar later is de kantine en het veld een paar honderd meter opgeschoven in verband met woningbouw. 
Op 18 februari 2004 overleed Corrie de Wilde. Zij was voor KV Badhoevedorp erg belangrijk. Het terrein van KV Badhoevedorp draagt daarom de naam Corrie de Wilde Plein. Ook op het jaarlijkse schutterstoernooi voor de jeugd wordt er gestreden voor de Corrie de Wilde Trofee. Dit schutterstoernooi wordt gehouden sinds 2004.
In 2007 is de verbouwing van de kantine voltooid en heeft de gemeente Haarlemmermeer een kunstgrasveld aangelegd.
Korfbalvereniging Badhoevedorp heeft momenteel rond de 135 leden. Sinds begin 2003 is de vereniging flink aan het groeien, van 90 leden in 2003 tot 135 leden in 2007. De vereniging is in het seizoen 2007/2008 een van de snelst groeiende verenigingen van district Noord-West.
Sinds september 2007 werkt KV Badhoevedorp samen met Sportservice Haarlemmermeer voor het project WhoZnext. Het WhoZnextteam van KV Badhoevedorp bestaat momenteel uit vijf jongeren die verschillende activiteiten hebben georganiseerd en gaan organiseren.

## Competitie
Aan de competitie nemen in het seizoen 2007/2008 in totaal 10 teams deel. Hiervan zijn 3 seniorenteams, 1 juniorenteam 2 c-aspirantenteams, 1 d-pupillenteam in de klasse D4C, 2 e-pupillenteams en 1 f-pupillenteam 
Ook is er een grote groep welpen die nog te jong zijn om aan competitie mee te doen. Sinds 2005 heeft KV Badhoevedorp ook een grote groep recreanten welke aan verschillende toernooien meedoen, maar ook geen competitie spelen.

## Sportieve hoogtepunten
- Zaalseizoen 2008/2009: Kampioenschap Senioren 1 in de derde klasse; promotie Senioren 1 naar de tweede klasse.
- Zaalseizoen 2009/2010: Promotie Aspiranten C1 naar de eerste klasse.
- Zaalseizoen 2014/2014: Aspiranten B1 in de eerste klasse.
- Veldseizoen 2022/2023: Senioren 1 promoveert voor het eerst in de geschiedenis naar de 1e klasse.

## Fusie
Vanwege de omlegging van de A9 zijn alle sportverenigingen gevraagd te verhuizen naar nieuwe locaties in Badhoevedorp op het nieuwe sportcomplex Veldpost. KV Badhoevedorp wilde dit niet en heeft een partner gevonden in Petanque Union Badhoevedorp om samen met de Gemeente Haarlemmermeer een nieuwe locatie tegenover de Sporthoeve te bewerkstelligen. Dit is een jarenlang traject, wat uiteindelijk heeft geleid tot een fusie tussen KV Badhoevedorp en Petanque Union Badhoevedorp naar Sporting Badhoevedorp op 1 september 2017.